# Martin Flossmann
Martin Flossmann, auch: Martin Flossmann-Harell, (* 16. Februar 1937 in Linz als Horst Karl Heinrich Flossmann; † 28. Dezember 1999 in Baden bei Wien) war ein österreichischer Schauspieler, Theaterautor und Kabarettist.

## Leben
Der studierte Jurist und ausgebildete Schauspieler kam 1969 als Leiter des Kabarettensembles Der bunte Wagen nach drei Wanderjahren in Österreich, Deutschland und der Schweiz mit seiner Künstlertruppe fix an das Theater beim Palais Auersperg. Für den ORF gestaltete und inszenierte er in den 1970er Jahren Kabarettrevuen unter dem Titel cabaret cabaret, in denen Stars wie Ossi Kolmann und Max Böhm auftraten. 1974 wurde er mit der Übernahme des Kabaretts Simpl, dessen Teilinhaber und künstlerischer Leiter er wurde, einer breiteren Öffentlichkeit bekannt. Diese Kabarettspielstätte befand sich seit dem Tod des früheren „Prinzipals“ Karl Farkas 1971 in einer Krise. Flossmann tauschte das alte Ensemble um Hugo Wiener und Maxi Böhm vollständig aus.

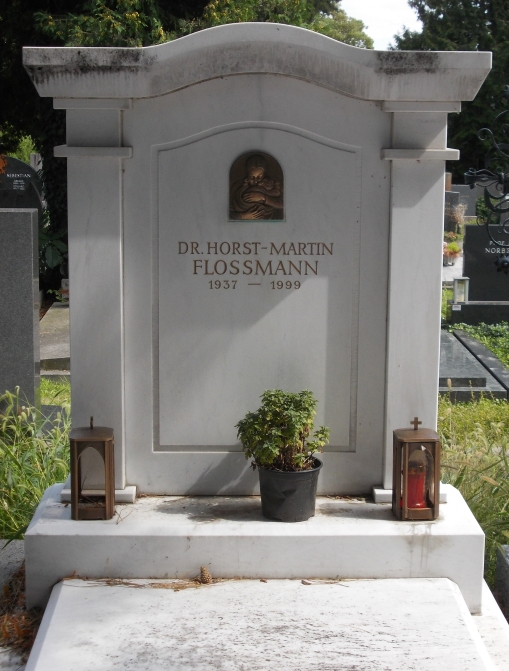
Grab von Martin Flossmann

Mit seinem neuen Ensemble, dem Louis Strasser (1928–2016), Tamara Stadnikow (Flossmanns Ehefrau), Kurt Sobotka und später auch Edith Leyrer angehörten, inszenierte er ganz der Tradition des Simpl verpflichtete musikalische Revuen. Das erste Programm, das er bereits im Theater beim Auersperg zur Aufführung gebracht hatte, trug den Titel Der bunte Wagen und wurde auch als Schallplatte ein Bestseller. Flossmann trat als Conférencier vor dem Markenzeichen des Simpl, dem Roten Vorhang, auf. Dort kamen im sonst eher unpolitischen Umfeld auch tagespolitische Anspielungen zur Sprache. Insgesamt gestaltete er für den Simpl 19 Programme, darunter aufwändige, operettenhafte Gesangsinszenierungen. Eines der bekanntesten trug den Titel Zuständ' wie im alten Rom – Flossmann übersetzte dieses ursprünglich am Grauman’s Theatre in Los Angeles als A Funny Thing Happened on the Way to the Forum aufgeführte Stück ins Deutsche. (Als Zuständ' wie im alten Rom 1987 im Simpl sowie als Die spinnen, die Römer! 2011/12 an der Wiener Volksoper uraufgeführt.)
Mit seinem letzten Programm Bulli packt aus!  verabschiedete sich Flossmann in der Saison 1992/93 aus Wien. Dieses Programm nahm Bezug auf das Wappentier des Hauses und die sich 1992 zum achtzigsten Mal jährende Gründung des Simpl.
Flossmann verkaufte den Simpl an seinen Geschäftsführer Albert Schmidleitner und übergab die künstlerische Leitung dem damals noch jungen, 1989 für eine Saison an die Bühne gekommenen Michael Niavarani. Flossmann ging nach Berlin, wo er am Friedrichstadtpalast tätig war. Da seine Projekte der Berliner Theaterkrise zum Opfer fielen, kehrte er schon nach kurzer Zeit wieder nach Österreich zurück. Anfang März 1996 inszenierte er am Stadttheater Baden Emmerich Kálmáns Operette Die Faschingsfee, die Flossmann komplett neu bearbeitet hatte und in der er (unter anderem neben Louis Strasser und Franz Suhrada) den Herzog Ottokar gab.
In den letzten Jahren lebte er weitestgehend zurückgezogen in Niederösterreich. Er starb an Lymphdrüsenkrebs. Er ist als Dr. Horst-Martin Flossmann in einem ehrenhalber gewidmeten Grab auf dem Grinzinger Friedhof (Gruppe 8, Reihe 3, Nummer 3) beerdigt.
Flossmann war mit der Tochter von Ossy Kolmann verheiratet.

## Werke
- Marlene – ein Mythos mit Musik.[14][Anm. 4]